# 시편 11편
시편 11편은 열한 번째 시편이다. 그리스어 70인역과 라틴 불가타에서는 시편 10편으로 "In Domino confido"라는 번호가 약간 다르다. 저자는 전통적으로 다윗 왕에게 할당되지만 대부분의 학자들은 그 기원을 바빌론 포로 기간이 끝난 후 어느 시점에 두고 있다.
시편은 유대교, 가톨릭, 루터교, 성공회 및 기타 개신교 전례의 정규 부분을 형성한다.

## 내용
1. 내가 여호와께 피하였거늘 너희가 내 영혼에게 새 같이 네 산으로 도망하라 함은 어찌함인가
2. 악인이 활을 당기고 화살을 시위에 먹임이여 마음이 바른 자를 어두운 데서 쏘려 하는도다
3. 터가 무너지면 의인이 무엇을 하랴
4. 여호와께서는 그의 성전에 계시고 여호와의 보좌는 하늘에 있음이여 그의 눈이 인생을 통촉하시고 그의 안목이 그들을 감찰하시도다
5. 여호와는 의인을 감찰하시고 악인과 폭력을 좋아하는 자를 마음에 미워하시도다
6. 악인에게 그물을 던지시리니 불과 유황과 태우는 바람이 그들의 잔의 소득이 되리로다
7. 여호와는 의로우사 의로운 일을 좋아하시나니 정직한 자는 그의 얼굴을 뵈오리로다

### 히브리어 버전
| 절 | 내용                                                                     |
| -- | ------------------------------------------------------------------------ |
| 1  | :לַמְנַצֵּחַ, לְדָוִד .בַּיהוָה, חָסִיתִי--אֵיךְ, תֹּאמְרוּ לְנַפְשִׁי; נודו (נוּדִי), הַרְכֶם צִפּוֹר     |
| 2  | --כִּי הִנֵּה הָרְשָׁעִים, יִדְרְכוּן קֶשֶׁת, כּוֹנְנוּ חִצָּם עַל-יֶתֶר .לִירוֹת בְּמוֹ-אֹפֶל, לְיִשְׁרֵי-לֵב   |
| 3  | .כִּי הַשָּׁתוֹת, יֵהָרֵסוּן-- צַדִּיק, מַה-פָּעָל                                         |
| 4  | :יְהוָה, בְּהֵיכַל קָדְשׁוֹ-- יְהוָה, בַּשָּׁמַיִם כִּסְאוֹ .עֵינָיו יֶחֱזוּ-- עַפְעַפָּיו יִבְחֲנוּ, בְּנֵי אָדָם |
| 5  | .יְהוָה, צַדִּיק יִבְחָן: וְרָשָׁע, וְאֹהֵב חָמָס--שָׂנְאָה נַפְשׁוֹ                              |
| 6  | .יַמְטֵר עַל-רְשָׁעִים, פַּחִים: אֵשׁ וְגָפְרִית, וְרוּחַ זִלְעָפוֹת--מְנָת כּוֹסָם                   |
| 7  | .כִּי-צַדִּיק יְהוָה, צְדָקוֹת אָהֵב; יָשָׁר, יֶחֱזוּ פָנֵימוֹ                                |

## 구조
이 시편의 형태는 구약 학자인 헤르만 궁켈(Hermann Gunkel)이 최종적으로 "대화 형태의 신뢰 시편"이라고 지정한 일반적인 구성과 다르다. 에르하르트 S. 게르스텐베르거(Erhard S. Gerstenberger)는 시편을 개인 애가의 범주 내에서 "분쟁의 기도"라고 부른다. 한스 요아힘 크라우스(Hans-Joachim Kraus)는 시편을 기도의 노래로 가지고 있다.
일반적으로 시편은 다음과 같이 구성된다.
1. 1a절: 여호와를 신뢰할 것
2. 1b-3절: 선의의 친구들의 충고를 거절함
3. 4-7절: 공정한 재판관이시며 핍박받는 자의 법적 조력자이신 여호와

## 해석
시편은 매우 개별적이다. 클라우스 세이볼드(Klaus Seybold)는 이것을 법적 절차를 선택한 박해에 대한 개인적인 증언이라고 부른다. 헤르만 궁켈은 이것을 "비자발적 비상 사태에 대한 한 시인의 주관적인 반응"이라고 부르는 데 동의한다. 오스왈드 로레츠(Oswald Loretz)는 시편을 "전통 텍스트를 현대화하려는 이별 후 경전 학문의 산물"("ein Produkt nachexilischer Schriftgelehrsamkeit, die die Texte der Tradition modernisieren will")로 간주한다.
시편은 작가의 영혼에 던지는 질문으로 시작한다. '어찌하여 새가 산으로 도망해야 합니까?' 반스(Barnes)와 다른 많은 사람들은 도망가는 것을 하나님을 신뢰하기보다 소극적이고 도망가는 것으로 본다. 대신 시편 기자는 하나님을 신뢰하기로 결심한다. 다윗이 종종 사울을 피해 산으로 도망쳤지만 결국 삼상 21-23장에서 예루살렘에서 왕이 되었다는 점에서 아이러니가 있다. 또한 시편 7편과 대조가 있다: 시편 11편, 그러나 시편 7편에서 하나님은 악인들을 위해 그의 활과 화살을 예비하셨다. 긴장감도 있다. 하나님은 멀리 계시고 반응이 없는 것처럼 느껴지지만, 그렇지 않으시며 그 긴장은 시편 22편과 같은 다른 시편에도 나타난다.